# Bether Achieng Akuno
Bether Achieng Akuno (Naivasha, 10 maggio 1963) è un'ex cestista keniota.

## Carriera
Con il Kenya ha disputato i Campionati mondiali del 1994.